# Bois Bough
Bous Bough es una localidad de Trinidad y Tobago, que forma parte de la región de Siparia.

## Geografía
La localidad abarca parte de la isla Trinidad y limita al norte con el golfo de Paria, al sur y oeste con Coromandel, al este con Granville.

## Demografía
Datos demográficos de la localidad de Bois Bough:
| Gráfica de evolución demográfica de Bois Bough entre 2000 y 2011 |
|                                                                  |